# Atak na Jersey
Atak na Jersey – starcie zbrojne, do którego doszło  w roku 1779 między flotami Francji i Wielkiej Brytanii u brzegów wyspy Jersey w archipelagu Wysp Normandzkich na kanale La Manche. Europejski epizod wojny o niepodległość Stanów Zjednoczonych, w której od 1777 r. obydwa wspomniane kraje znalazły się po przeciwnych stronach frontu.
1 maja 1779 roku u brzegów Jersey, będącej dependencją brytyjską, pojawiła się francuska flotylla, licząca ok. 50 łodzi eskortowanych przez pięć okrętów wojennych i kilka moździerzowców, pod wodzą księcia von Nassau-Siegen. Na pokładach konwoju znajdowało się ok. 1500 żołnierzy, a eskortę stanowiły „Danaé” (26 dział), „Diane” (26 dział), „Ecluse” (8), „Valeur” (6) i „Guêpe” (6). Była to druga próba wysadzenia desantu: przy pierwszej, mającej miejsce pod koniec kwietnia, jednostki musiały zawrócić do portu ze względu na sztorm.
Okręty francuskie zgromadziły się ok. 5 km (1 ligę) od brzegu w zatoce koło Saint Ouen, a małe jednostki podeszły na tyle blisko, że były w stanie ostrzelać plażę kartaczami; łodzie zaś przygotowywały się do wysadzenia wojsk. Brytyjski 78 pułk piechoty, wsparty przez oddziały milicji Jersey przybył na brzeg i był w stanie osłaniać potencjalne miejsca desantu, przemieszczając się szybkim marszem przez piaski, mimo ciągnięcia ze sobą kilku dział polowych. Ostatecznie obecność obrońców odstraszyła napastników, którzy zrezygnowali z desantu. Jedyne straty ponieśli obrońcy – wybuch armaty poranił kilku żołnierzy. Francuska eskadra popłynęła wpierw do Saint-Malo, a 10 maja zakotwiczyła koło Coutances.
Gubernator porucznik Jersey, Moses Corbet wysłał prośbę o pomoc do Portsmouth; szczęśliwie dla Brytyjczyków, statek wiozący wieści napotkał w kanale La Manche konwój z silną eskortą, płynącą pod komendą adm. Marriota Arbuthnota. Admirał ruszył ku wyspom z okrętami swej eskorty, zawiadamiając równocześnie dowództwo w Portsmouth. Przeciw Francuzom popłynęła natychmiast silna eskadra, dowodzona przez komandora Jamesa Wallace’a na HMS „Experiment” (50 dział).
Arbuthnot, oceniwszy, że lokalne siły są wystarczające, by poradzić sobie z zagrożeniem, zawrócił do konwoju, który oczekiwał na niego w Torbay u wybrzeży Devonu. Cała jednak flota została na długi czas zablokowana przez przeciwne wiatry i dopiero w czerwcu wypłynęła na Atlantyk. Opóźnienie długo oczekiwanych dostaw miało fatalny wpływ na oddziały brytyjskie w Ameryce Północnej, które zostały zmuszone do ograniczenia swoich działań.
Tymczasem Wallace, który oprócz swego okrętu miał także „Pallas” (36 dział), „Unicorn” (20), „Cabot” (14), „Fortune” (14) i jeszcze jedną jednostkę, okrążył Jersey od zachodu, podczas gdy „Richmond” (32) i siedem dalszych okrętów popłynęło wprost ku Francuzom. 13 maja Francuzi znaleźli się w potrzasku; jednej fregacie udało się przemknąć koło okrętów Wallace’a, reszta wycofała się do zatoki Cancale, gdzie wyrzuciła się na brzeg pod osłoną małej baterii nadbrzeżnej. Brytyjczycy wysadzili desant, uciszyli baterię, ściągnęli „Danaé”, bryg i slup na wodę, i zabrali jako pryzy. Wobec nadciągającej odsieczy, pozostałe jednostki („Ecluse”, „Valeur” i „Guêpe”) podpalili, aczkolwiek tę ostatnią udało się Francuzom uratować.
Dwa lata później Francuzi ponowili próbę opanowania wyspy, także bez powodzenia.